# 不機嫌な女神たちプラス1
『不機嫌な女神たちプラス1』（ふきげんなめがみたちプラスいち）は、岡田惠和・脚本、田村孝裕・演出で、2019年10月から11月にかけて上演された会話劇。主演は和久井映見、共演は羽田美智子、西田尚美、谷原章介。

## あらすじ
数年前に夫と離婚した郁子は夢でもあったカフェをある町に開店した。しかし、頼りにすべき1人娘は都会に出たっきり連絡すらとれない状態だし、年老いた両親もつい先ごろ天国へと旅立ち、まるで手持無沙汰状態になってしまっていた。しかも同居するさつきはてんで頼りにならないといった感じで気持ちが萎えそうになっていた。そんな憂鬱な日々を過ごしていたある日、同級生で作家の圭が地元に戻ってきたのだ。さらにそこに見知らぬ男までもが姿を現した。

## 出演者
- 和久井映見
- 羽田美智子
- 西田尚美
- 谷原章介

## スタッフ
- 作 - 岡田惠和[1]
- 演出 - 田村孝裕
- 美術 - 乘峯雅寛
- 照明 - 柏倉淳一
- 音楽 - 岡崎司
- 衣裳 - 髙木阿友子
- ヘアメイク - 川端富生
- 演出助手 - 井口綾子
- 舞台監督 - 齋藤英明
- 宣伝美術 - 榎本太郎
- 宣伝写真 - 森﨑恵美子
- 制作 - 佐々木悠、小倉奈都美
- プロデューサー - 三浦沙奈弓
- 企画製作 - エイベックス・エンタテインメント

## 上演日程
東京公演
2019年10月19日 - 10月27日 / 紀伊國屋ホール
愛知公演
2019年11月2日 - 11月3日 / 穂の国とよはし芸術劇場PLAT 主ホール
大阪公演
2019年11月8日 - 11月9日 / サンケイホールブリーゼ
福岡公演
2019年11月16日 - 11月17日 / イムズホール